# Mogoditshane
Mogoditshane je grad u Bocvani, koji administrativno pripada distriktu Kweneng. S glavnim gradom Gaboroneom čini konurbaciju. Glavne su djelatnosti metalurgija i proizvodnja industrijskih uređaja.
Godine 2001. Mogoditshane je imao 32.843 stanovnika.